# Aeroporto di Novi Ligure
L'aeroporto di Novi Ligure "E. Mossi" è un impianto aeroportuale situato alla periferia della città, a breve distanza dall'abitato di Pozzolo Formigaro, lungo la ex strada statale 211 della Lomellina.

## Storia
Realizzato negli anni venti anche per scopi civili, viene oggi esclusivamente utilizzato in ambito ludico e per scuola di volo a vela e a motore.  Viene inoltre effettuato dai paracadutisti per effettuare aviolanci mediante l'utilizzo di paracadute a profilo alare con tecnica A.F.F. .
L'aeroporto deve il suo nome al tenente Eugenio Mossi, giovane ma esperto pilota collaudatore di Spineto Scrivia. Il trentenne durante un volo di prova nell'ottobre del 1925 era precipitato nel cielo di Torino, nella zona di Corso Francia. In quella zona in quegli anni si trovava il campo d’aviazione della Società aeronautica Ansaldo: il tenente Mossi era distaccato presso quella società dal proprio Comando per provare un nuovo velivolo da caccia, il C.R. Il tenente Mossi non era nuovo a questi voli avendo collaudato anche i precedenti modelli della casa torinese la quale aveva sempre dimostrato in lui la più convinta fiducia.
I giornali dell’epoca mettevano in risalto che “[…] il Mossi, infatti, oltre ad essere ben voluto per il suo carattere aperto e il suo tratto signorile, era stimatissimo come pilota. In guerra ed in pace aveva dato delle prove non dubbie della sua abilità di guidatore. Era uso agli ardimenti, le acrobazie del cielo non avevano segreti per lui“.
L'area dell'aeroporto ha alle spalle una lunga e interessante storia: già più di 140 anni fa, da quel prato partirono i primi voli delle “Grandi Manovre del Monferrato” relative alle prime perlustrazioni aeree. Fu la seconda esercitazione aerea militare al mondo, e la prima in Italia. Il 20 Agosto del 1911 alle grandi manovre estive dell’Esercito che si svolsero fino alla fine del mese nell’area del Monferrato, presero parte due squadriglie di aeroplani e i dirigibili P.2 e P.3. Gli uni e gli altri appartengono organicamente all’Esercito ma alcuni aerei (quattro), malgrado l’impiego esclusivamente terrestre, erano pilotati da ufficiali di Marina; i due dirigibili erano comandati dai tenenti di vascello Guido Scelsi e Agostino Penco e degli equipaggi, oltre ad ufficiali dell’Esercito, facevano parte quattro ufficiali di Marina. A Novi gli aerei partivano dalla piazza “d’Armi” e fu così per tutto il corso della Prima Guerra Mondiale, quando i mezzi si dividevano tra il Partito Rosso e il Partito Azzurro, che era il principale utilizzatore dell'aeroporto di Novi, mentre il Partito Rosso decollava prevalentemente da Vercelli.
Dopo i primi pioneristici voli del 1911, nel 1916 il governo decide la costruzione di un campo di aviazione militare in città. Viene realizzato, con la partecipazione della amministrazione comunale, in Borgo Crimea, lungo la strada per Pozzolo.
Il 17 luglio del 1917 il nuovo impianto era terminato e venne consegnato al comandante del 133ª squadriglia aeroplani. Con la guerra il campo di aviazione novese diventa un obiettivo militare e la popolazione deve essere allertata in caso di incursione attraverso il suono delle campane delle chiese della città. 
Nell’agosto del 1918 un altro pezzo di storia passa attraverso quel prato: sul campo di Novi atterra l’aereo guidato dal pilota casalese Natale Palli. A bordo con lui c’è Gabriele D’annunzio. Pochi giorni dopo Palli, D’annunzio e altri 10 velivoli compiono lo storico viaggio su Vienna, con il famoso lancio dei volantini. 
All'inaugurazione dell'adunata Fascista di Firenze, il 9 Ottobre 1919, il Duce pronunciò il seguente discorso: "Camerati Fascisti, <...> Anche io ho fatto una piccola beffa a Sua Indecenza Nitti. Sono partito da Novi Ligure sopra uno SVA insieme ad un magnifico pilota. Abbiamo attraversato l'Adriatico e siamo discesi a Fiume. D'Annunzio ci ha accolti molto festosamente, perché ha bisogno di aviatori e di apparecchi."
Per permettere un nuovo utilizzo funzionale della struttura è allo studio un programma per il recupero delle vecchie opere in muratura presenti, di proprietà del demanio.
Attualmente una parte dell'area è sotto la responsabilità di Enac per uso civile, mentre nella parte riservata ad uso militare gli edifici ed i sedimi della struttura versano in condizioni di pericolosa incuria.

## Collegamenti
L'aeroporto è raggiungibile mediante mezzi pubblici, via autobus, arrivando via treno alla stazione di Novi Ligure.
Provenendo dalla rete autostradale si possono utilizzare due diversi caselli:
- Milano - Genova,  (uscita Serravalle Scrivia);
- Diramazione A26/A7,  (uscita Novi Ligure).